# Ivo Mojzer
Ivo Mojzer, slovenski glasbenik, avtor in pevec, * 4. januar 1948, Maribor
Začel je kot inštrumentalist (harmonika, fagot, bobni) in sodeloval v najrazličnejših pomembnih slovenskih in jugoslovanskih rockovskih zasedbah (Biseri, Kameleoni, Indexi ...). Kot solist je od začetka sedemdesetih sodeloval na festivalih Slovenska popevka, MMS in Festivalu narečne popevke (skupaj je gostoval tridesetkrat) ter na različnih jugoslovanskih festivalih, tako samostojno kot član zasedbe Pepel in kri; s to zasedbo so pesem Dan ljubezni leta 1975 s festivala v Opatiji ponesli na mednarodni evrovizijski oder v Stockholmu. Nastopal je tudi v tujini – med drugim v bivši Sovjetski zvezi, Nemčiji, Italiji, Keniji in v številnih ameriških klubih. 
Prvo malo ploščo je leta 1974 izdal pri založbi Helidon. Na njej sta bili pesmi Polnočni kavboj (Everybody's Talkin' Freda Neila v prepesnitvi Iva Štrakla) in Koledar ljubezni izpod peresa Milana Ferleža in Svetlane Makarovič. S pesmijo Cifra-mož Jožeta Privška in Franeta Milčinskega Ježka je taistega leta opozoril nase na festivalu Slovenska popevka; sledila so dolga leta sodelovanja. Med njegovimi uspešnicami so še pesmi Deček z ulice, Ti si rekla sonce in Praviš mi s pogledi, v svoji karieri pa je ustvaril tudi avtorske uspešnice, ki jih je redno objavljal na nosilcih zvoka. Leta 2021 je pri založbi Helidon, s katero sodeluje že od vsega začetka, izdal vinilno ploščo Ti si rekla sonce, na kateri so tako starejše kot novejše pesmi, tudi dueti z Oliverjem Dragojevićem, Rokom Ferengjo idr. Njegova sodelovanja sicer vključujejo širok nabor slovenske in jugoslovanske glasbene smetane, od skladateljev in aranžerjev (Privšek, Sepe, Robežnik, Adamič, Žgur, Rodošek, Novković, Kalogjera ...) do pesnikov, pesnic in besedilopiscev/pisk (D. Velkaverh, S. Makarovič, E. Budau, A. Smolar idr.).

### Izbrana diskografija - albumi
- Deček z ulice (kaseta), RTV Ljubljana, 1976
- Prišla si kot nasmeh (LP-plošča), Helidon, 1977
- Pesem za vse (LP-plošča), Helidon, 1979
- Ženska je vino (LP-plošča), Helidon, 1982
- V srcu večno mlad (zgoščenka), Helidon, 2012
- Zaigral bom na harmoniko (2x zgoščenka), Helidon, 2013
- Ti si rekla sonce (LP-plošča), Helidon, 2021

### Izbrane male plošče
- Polnočni kavboj/Koledar ljubezni (Helidon, 1974)
- Cifra-mož (RTV Ljubljana, 1974) - skupna mala plošča z Otom Pestnerjem (Za ljubezen hvala ti)
- Praviš mi s pogledi/Ti si rekla sonce (Helidon, 1976)